# CSM Câmpina

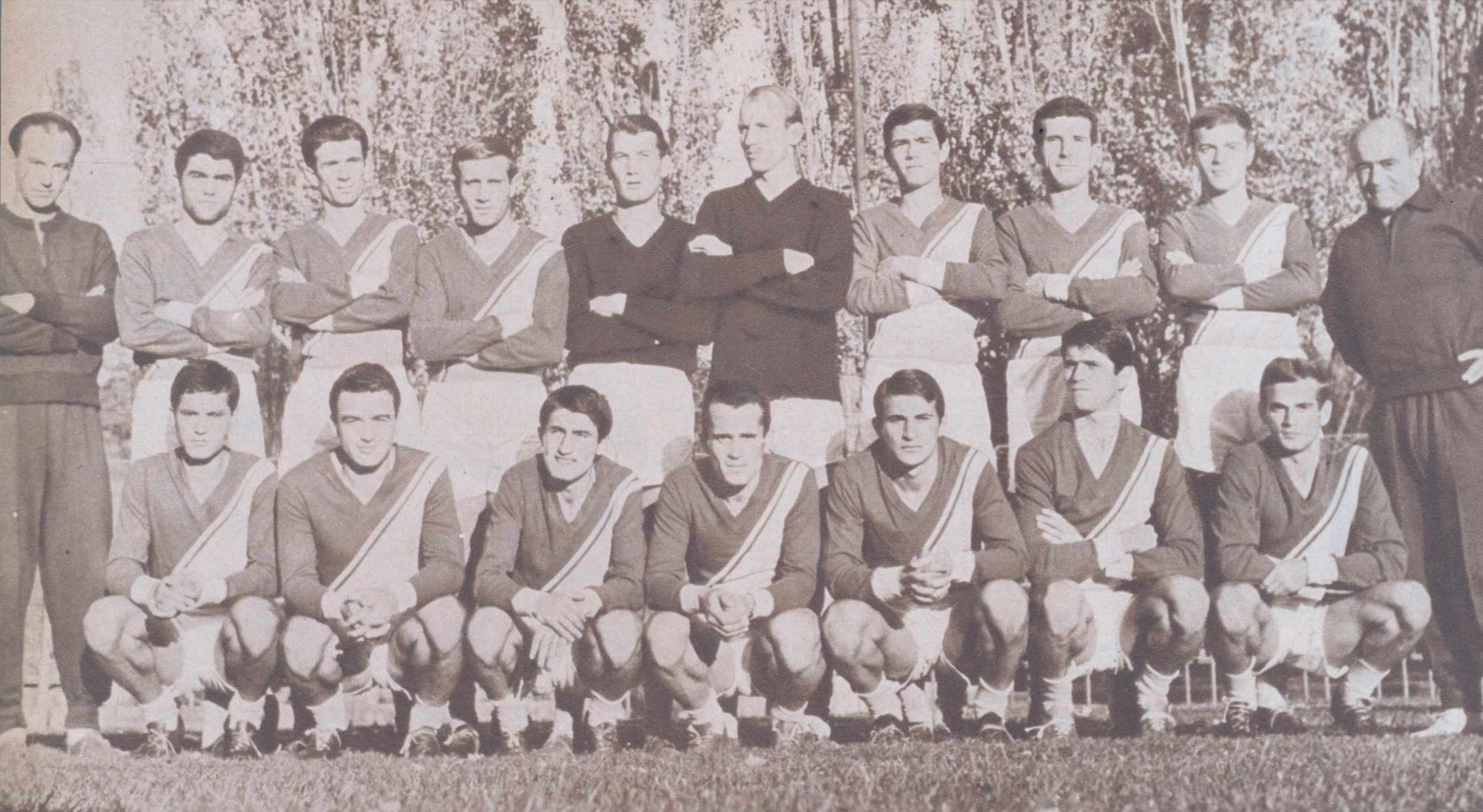
Echipa din sezonul 1966-1967

FCM Câmpina a fost un club de fotbal din Câmpina, Județul Prahova care a evoluat în Liga a III-a.

## Jucători

### Lotul sezonului 2006-2007
| Nr. |         | Poziție | Jucător            |
| --- | ------- | ------- | ------------------ |
| -   | România | P       | Florin Pamfil      |
| -   | România | P       | Lucian Panescu     |
| -   | România | P       | Gheorghe Voicu     |
| -   | România | P       | Mihai Barbu        |
| -   | România | F       | Marian Dragomir    |
| -   | România | F       | Ioan Ghidia        |
| -   | România | F       | Nicolae Oltean     |
| -   | România | F       | Valeriu Mieila     |
| -   | România | F       | Cristinel Chiviziu |
| -   | România | F       | Andrei Vițelaru    |
| -   | România | M       | Vasile Lupsa       |
| -   | România | M       | Octavian Tudor     |

| Nr. |         | Poziție | Jucător           |
| --- | ------- | ------- | ----------------- |
| -   | România | M       | Alexandru Crăciun |
| -   | România | M       | Victor Lepădatu   |
| -   | România | M       | Lucian Chetan     |
| -   | România | M       | Valentin Țuriac   |
| -   | România | M       | Constantin Țopala |
| -   | România | M       | Soare Claudiu     |
| -   | România | M       | Ionuț Țiclea      |
| -   | România | M       | Eugen Beza        |
| -   | România | A       | Marian Moise      |
| -   | România | A       | Marius Dumitru    |
| -   | Ungaria | A       | Szabolcs Szekely  |
| -   | România | A       | Eduard Bica       |
| -   | România | A       | Cosmin Elisei     |
| -   | România | A       | Cristian Corfar   |

### Foști Jucători
- Gheorghe Streichioiu
- Gheorghe Simaciu
- Gheorghe Marinescu
- Gheorghe Prunoiu
- Gheorghe Popa
- Gheorghe Moldoveanu
- Gheorghe Bălășescu
- Gheorghe Enache
- Șoacăte
- Iulius Nemțeanu
- Eugen Beza
- Mihai Barbu
- Valeriu Mieilă
- Marian Moise
- Szabolcs Szekely
- Srecko Mitrovic
- Nicolae Pescaru
- Florin Manolache
- Florin Țopală
- Florin Sandei
- Petre Butufei
- Alexandru Gheorghe
- Lucian Constantin Chețan
- Lucian Silviu Andrieș
- Adrian Gheorghe Iordache
- Bogdan Marius Petre
- Marin Vătavu
- Szabolcs Mihai Perenyi
- Răzvan Pădurețu
- Ianis Alin Zicu
- Bogdan Aldea
- Alexandru Bălțoi
- Alexandru Dragomir
- Sorin Adrian Iodi
- Claudiu Dumitrescu
- Dorin Constantin Semeghin
- Vlad Munteanu
- Cristian Corneliu Pulhac
- Nicușor Răzvan Bănică
- Ionuț Robert Danteș
- Adrian Orlin Toader
- Ioan Răzvan Ghidia
- Marian Iordache Purică
- Robert Elek
- Kalle Sone
- Ștefan Stere
- Ștefan Preda
- Marius Mindileac
- Marius Tudor
- Laurențiu Opriceană
- Cosmin Elisei
- Cosmin Ichim
- Costin Caraman
- Mugur Bolohan
- Dănuț Mihai
- Mihai Căldăroiu
- Attila Vajda
- Adrian Teodorescu
- Cristian Teacă
- Petruț Viorel Pastin
- Daniel Valentin Ghilerdea